# Brossel (entreprise)
 (janvier 2022).
Si vous disposez d'ouvrages ou d'articles de référence ou si vous connaissez des sites web de qualité traitant du thème abordé ici, merci de compléter l'article en donnant les références utiles à sa vérifiabilité et en les liant à la section « Notes et références ».
Pour les articles homonymes, voir Brossel.
La société anonyme Brossel Frères est un ancien constructeur belge de camions, autobus et autorails, établi à la chaussée de Mons,913 à Bruxelles, en 1912. L'entreprise, qui porte le nom de ses fondateurs, les frères Paul, Louis et Henri Brossel, cessa ses activités en 1968.

## Histoire
D'abord atelier de réparation, l'entreprise commercialise après la Première Guerre mondiale les camions du fabricant suisse Arbenz qui cesse rapidement son activité et dont ils rachèteront les équipements. Dès 1924, ils produisent des véhicules de leur conception. Deux rachats surviennent dans les années 1930, avec l'acquisition de concurrents bruxellois qui cessent leurs activités : la S.A. des Automobiles Industriels Bovy en 1930 et les usines Pipe (ex-Compagnie Belge de Construction d'Automobile) en 1932. Les productions automobiles et les petits utilitaires se feront sous le nom Bovy-Pipe, alors que les véhicules industriels lourds garderont l'appellation Brossel, au même titre que la production ferroviaire.
Brossel a produit pour la SNCB plusieurs séries d'autorails diesel légers pour ligne secondaires dans les années 1930 et 1950. Elle a également fourni à l'armée belge des tracteurs de canons TAL type 780 B. Après la Seconde Guerre mondiale, le développement des moteurs diesel par un petit constructeur devenait difficile - a fortiori face aux entreprises étrangères qui avaient supporté l'effort de guerre - et la société se fournit auprès du constructeur britannique Leyland. La société livre aussi de nombreux bus et trams à la SNCV, en propre ou en collaboration avec des carrossiers, notamment Jonckheere et Van Hool. Au début des années 1960, Brossel perdit ses plus grands clients belges (SNCV, STIB, MIVA...) au profit d'autres constructeurs, notamment Van Hool. En 1968, la société est finalement rachetée par Leyland qui ne pérennisera pas son nom.
Les derniers véhicules à avoir porté le nom de Brossel sont les bus BL55S, qui ont notamment circulé à Lille.

## Production

### Autorails
- Autorail Brossel

### Autobus

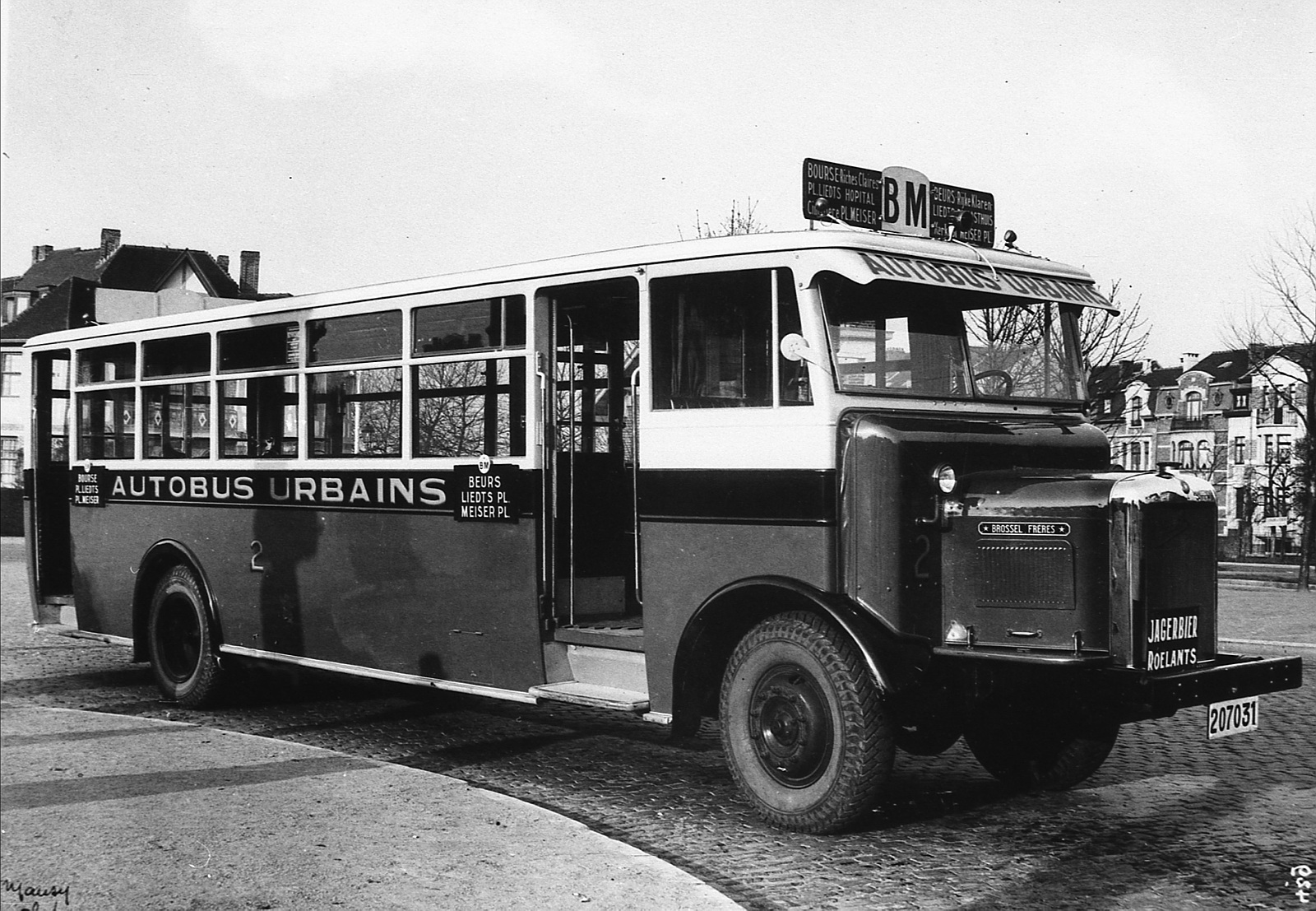
Autobus Brossel BCS AU65 n°2 des Autobus urbains sur la ligne BM au terminus de la place Meiser stationné ici à l'aboutissement de l'avenue Ernest Cambier sur la place

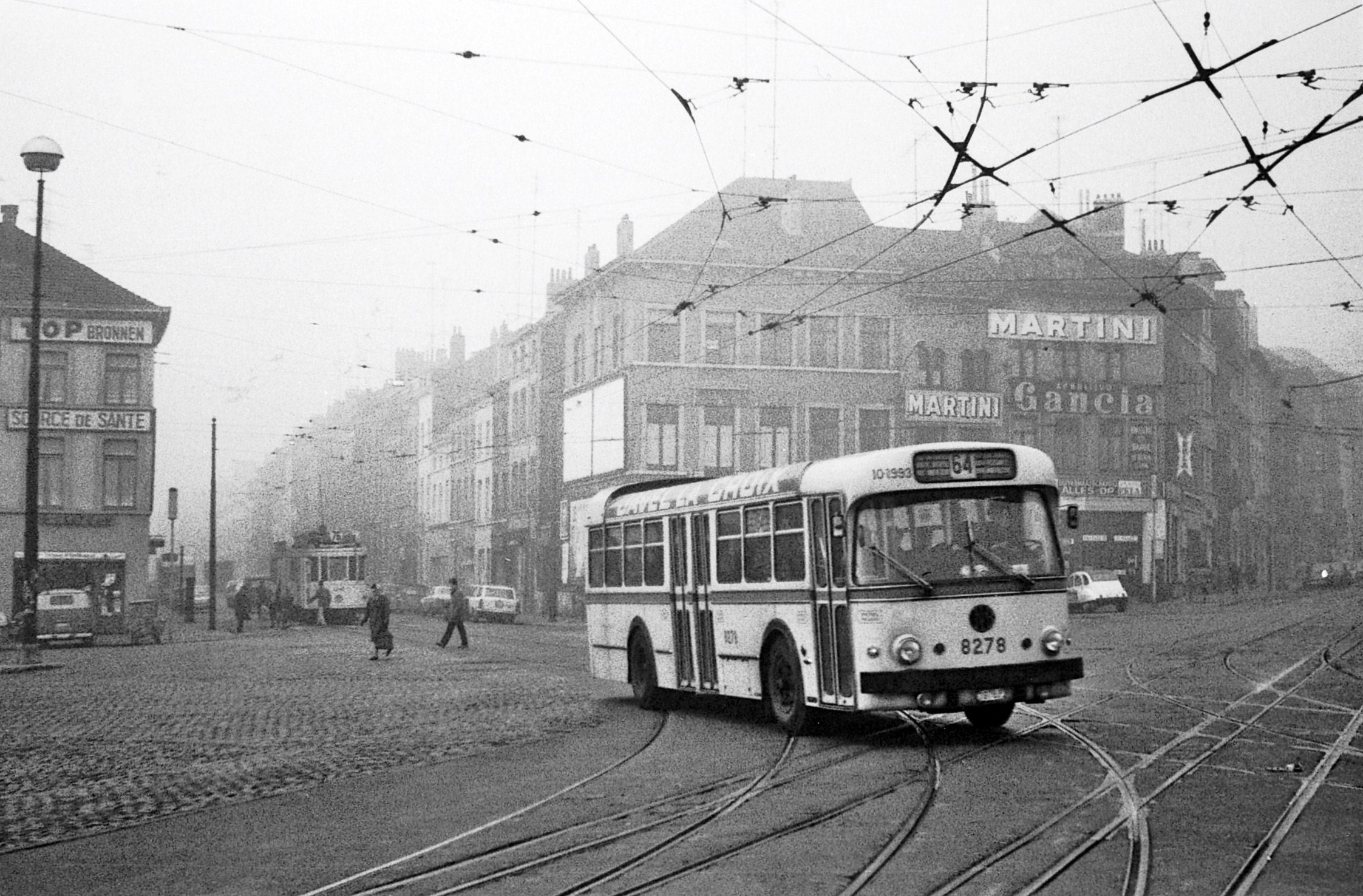
Autobus Brossel A98/Van Hool n°8278 sur la ligne 64 place Duchesse de Brabant à Molenbeek avec à l'arrière-plan une motrice Standard avec remorque sur la ligne 76 rue de Birmingham.

Liste des châssis produits par Brossel.

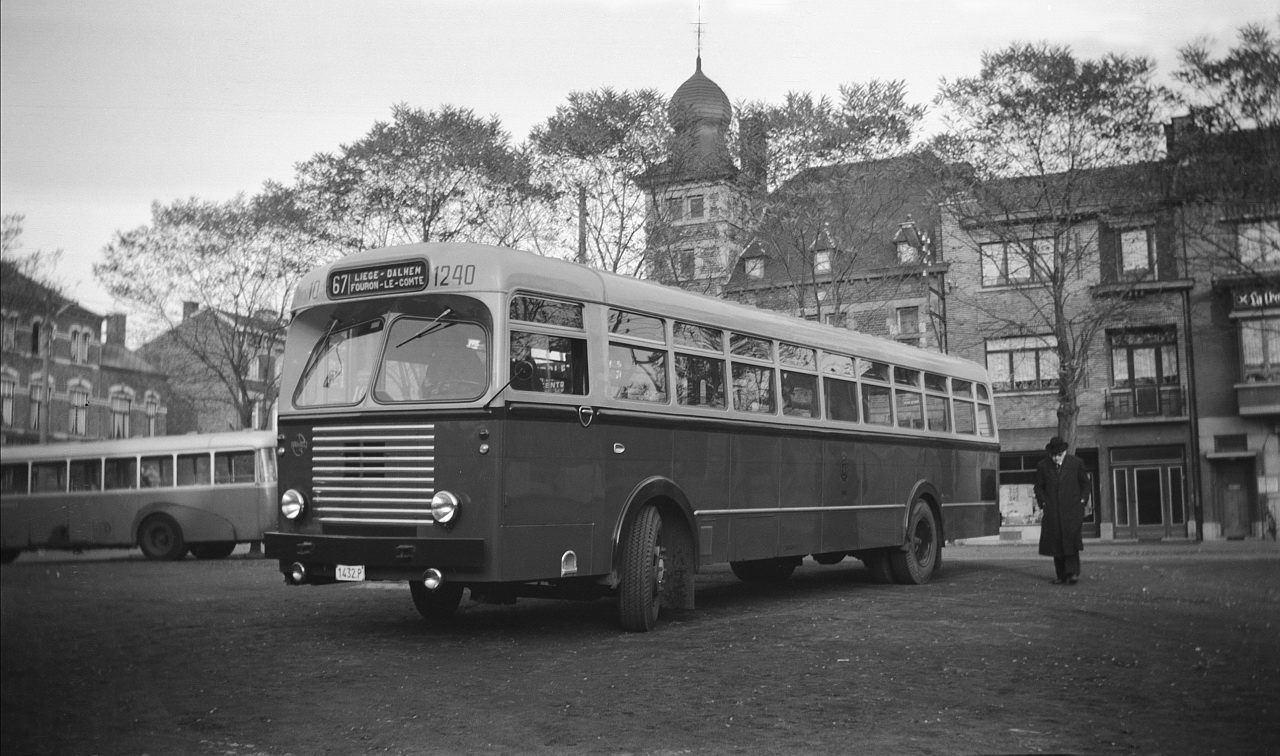
29 05 1966 : autobus A93 DAR avec carrosserie Jonckheere et moteur Leyland (série 1184-1236) de la SNCV sur la ligne 67, place Reine Astrid à Visé.
Plus de 400 véhicules sur ce châssis vont être produits pour la SNCV par Brossel carrossés par Jonckheere, Ragheno ou les ateliers SNCV d'Hasselt, tous équipés d'un moteur Leyland O600 ou O680.

| Modèle    | Production |
| --------- | ---------- |
| AB6DS     |            |
| A72 DAR   |            |
| A75 DAR   |            |
| A77 DLV   |            |
| A80C DAR  |            |
| A88 DLH   |            |
| A90 DAR   |            |
| A92 DLHS  |            |
| A92 DAR-L |            |
| A93 DAR   |            |
| A94 DAR   |            |
| A95 DAR   |            |
| A96 DAR   |            |
| A98 DAR   |            |
| A99 DAR   |            |
| A103 DAR  |            |
| BC.SAU6   |            |
| BL55      |            |
| BL51S     |            |
| BL55S     |            |
| BL61D     |            |

### Trolleybus
| Modèle | Production |
| ------ | ---------- |
| T400   |            |
| T500   |            |